# Teurgi
Teurgi (eller teurgia) är en teosofisk riktning där man strävar efter själens förening med gudarna. För att nå dit krävs renlevnad och osjälviskhet. Anhängarna kallas för teurgiker.
Teurgi var en skola redan under antikens Grekland. Under den kristna perioden grundades av Jamblikos en skola bland vissa alexandrinska platoniker. Även inom det brahminska rörelsen återfinns samma tankar representerat av brahman.